# Choi Weng Hou
Choi Weng Hou (4 de julio de 1992) es un futbolista macaense que se desempeña en la posición de defensa. Actualmente juega en el club Tak Chun Ka I de la Primera División de Macao.

## Selección nacional

### Selecciones de menores

#### Sub-19
En el mes de noviembre de 2009 Choi formó parte de la selección sub-19 de Macao que disputó el torneo de Clasificación para el Campeonato sub-19 de la AFC 2010. En ese torneo Macao integró el grupo E junto a las selecciones sub-19 de Corea del Sur, Tailandia, Vietnam, Bangladés y Laos. Macao solo pudo obtener una victoria y terminó su participación en el quinto lugar del grupo, de esta manera perdió la clasificación al Campeonato sub-19 de la AFC 2010 que se llevó a cabo en China.

### Selección mayor
Choi debutó con la selección mayor de Macao el 12 de marzo de 2015 en el partido de ida de la serie que lo enfrentó a Camboya correspondiente a la primera ronda conjunta de la Clasificación de AFC para la Copa Mundial de Fútbol de 2018 y la Copa Asiática 2019. En aquel encuentro Choi ingresó en el minuto 62 en reemplazo de Kong Cheng Hou, un minuto después Camboya anotaba el primer gol del partido que terminaría con un marcador de 3-0 a favor de Camboya.
Su primer gol internacional lo marcó el 9 de noviembre de 2016 en el empate 1-1 de su selección contra Sri Lanka correspondiente a la tercera jornada del grupo B de la Copa Solidaridad de la AFC 2016.

### Goles internacionales
| # | Fecha                  | Sede    | Rival     | Marcador | Resultado | Competencia                     | Goles | Ref.  |
| - | ---------------------- | ------- | --------- | -------- | --------- | ------------------------------- | ----- | ----- |
| 1 | 9 de noviembre de 2016 | Kuching | Sri Lanka | 1 – 1    | Empate    | Copa Solidaridad de la AFC 2016 |       | [ 2 ] |